# Camille Jullian
Pour les articles homonymes, voir Jullian.
Signature
Camille Jullian, né à Marseille le 15 mars 1859 et mort à Paris le 12 décembre 1933, est un historien, philologue et épigraphiste français. 
Élu au Collège de France en 1905, il y crée la chaire des Antiquités nationales. Il est l'auteur d'une monumentale Histoire de la Gaule, parue entre 1907 et 1928, première approche scientifique de la Gaule.

## Biographie

### Années de formation
D'origine cévenole, frère de lait de Gaston Doumergue, président de la République française entre 1924 et 1931, il passa son enfance à Nîmes et poursuivit ses études secondaires à Marseille, au Lycée Thiers,.
En 1877, il entra à l'École normale supérieure. Il y suivit les cours de Vidal de la Blache et de Fustel de Coulanges, dont il édita l'œuvre à titre posthume, et s'y lia d’amitié avec Henri Bergson.
En 1880, il fut reçu premier à l’agrégation d’Histoire. Il partit ensuite étudier en Allemagne à l'Université Frédéric-Guillaume de Berlin, auprès du professeur Mommsen, l'épigraphie antique, science des inscriptions, puis à l'École française de Rome (1880-1882). 
En 1883, il soutint à la Sorbonne sa thèse de doctorat sur les transformations politiques dans l’Italie impériale romaine d'Auguste à Aurélien. Le jury le félicita pour son érudition et sa « compétence précoce ». Dans cette thèse, il remettait en cause les interprétations de l’historiographie allemande, en particulier celles de l’épigraphiste Theodor Mommsen. Sa thèse latine est consacrée à la garde des empereurs : les Protectores Augusti. 

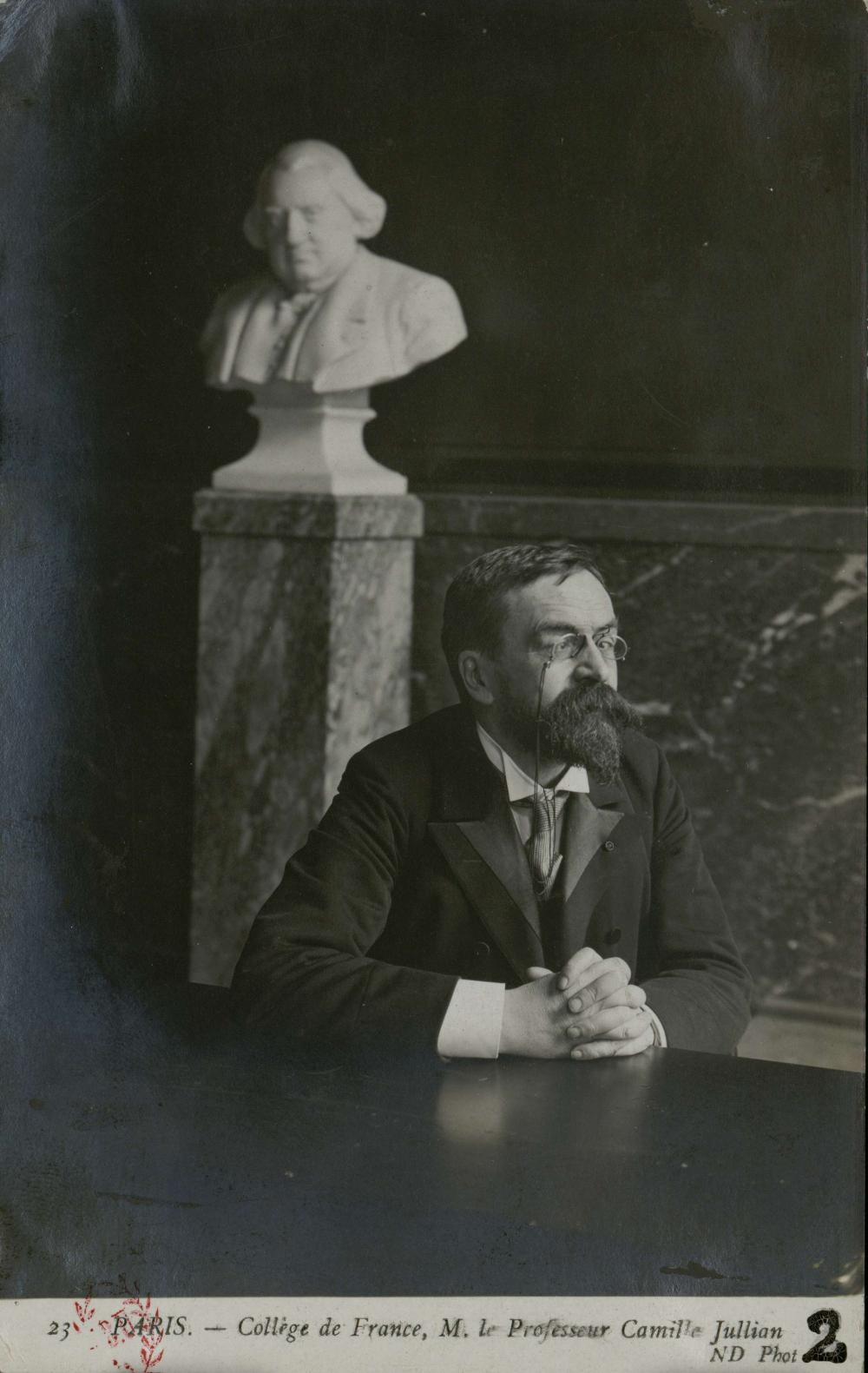
Collège de France. le professeur Camille Jullian (Bibliothèque de la Sorbonne, NuBIS).

### Carrière universitaire
Nommé d'abord professeur à l'université de Bordeaux, il fut élu professeur au Collège de France en 1905, titulaire de la chaire des Antiquités nationales. Camille Jullian a considérablement renouvelé l’histoire antique de la Gaule.
De petite taille et timide, il avait la voix faible et le regard myope, mais il savait captiver ses auditoires. Toute sa vie, il mena un travail écrasant et exemplaire.
Il fut le disciple de Fustel de Coulanges, dont il acheva certaines des œuvres telles que Histoire des institutions politiques de l'ancienne France, La Gaule romaine et les origines du régime féodal et Les transformations de la royauté pendant l'époque carolingienne, à partir des notes laissées par l'auteur.

### Un historien libéral, national et moral
Esprit littéraire, grand écrivain, Camille Jullian fut cependant un historien libre d'esprit, honnête et rigoureux. Marqué comme toute sa génération par la défaite française de 1870, il fut chargé de préparer le traité de Versailles en 1919. Lui qui mourut l'année de l'avènement d'Adolf Hitler en Allemagne, il se voulut toujours au service de la nation et de la patrie, celle d'aujourd'hui comme celle d'hier.
Marqué par le protestantisme, il a toujours considéré que l'histoire était « morale », qu'elle était « l'obéissance de la vérité ». « Au service de l'histoire » toute sa vie, il publia sous ce titre son dernier travail, les leçons inaugurales qu'il prononça au Collège de France de 1905 à 1930. Comme le montrent quelques lignes suivantes (presque son testament) de la leçon du 3 décembre 1924 sur la valeur de l'histoire : « L'histoire est un métier de vaillance et de dignité… L'histoire enseigne d'abord la reconnaissance… L'histoire, ensuite, enseigne la justice… L'histoire enseigne enfin la loyauté… L'histoire est un apprentissage de devoirs ».
Il est élu membre de l'Académie des inscriptions et belles-lettres en 1908, et de l'Académie française en 1924.
Frappé d'une congestion cérébrale en 1930, il mourut trois ans plus tard, à l'âge de soixante-quatorze ans. Sa tombe se trouve au cimetière protestant de Bordeaux.

### L'historien de Bordeaux

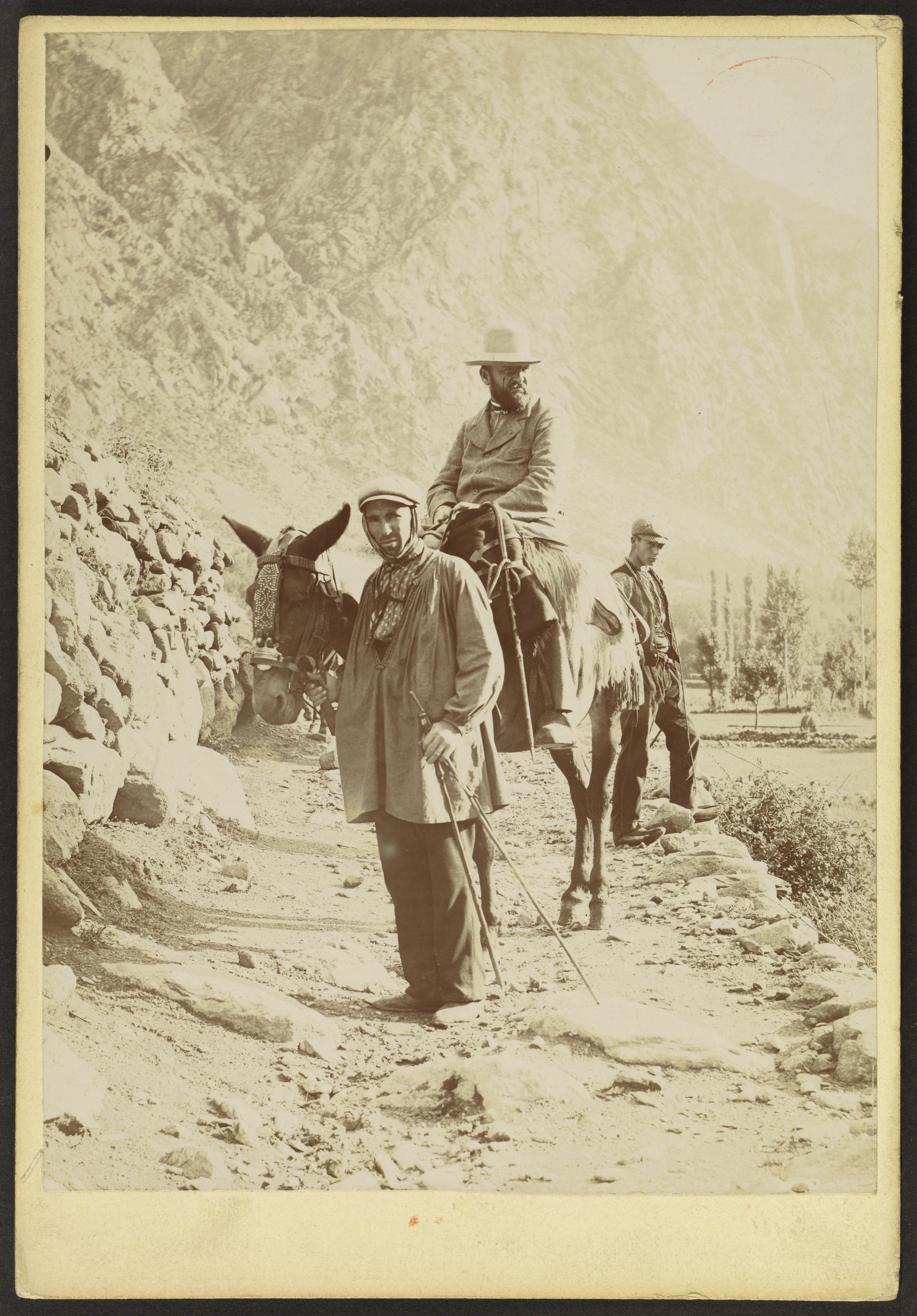
Camille Jullian photographié par Jean-Auguste Brutails, un de ses contemporains bordelais.

C'est par le hasard des affectations que ce Marseillais vint à Bordeaux. Mais il se prit de passion pour cette ville. Il y fit une grande partie de sa carrière et devint le plus grand historien de Bordeaux. 
Il s'y maria en 1890 avec Madeleine Azam (1866-1934), fille du docteur Eugène Azam, professeur à l'université de Bordeaux. Il voulut y être enterré non loin du lycée, sur le « mont Judaïque », dans le cimetière protestant de la ville (193, rue Judaique), créé en 1826.
Il est le grand-père de l'auteur et dessinateur Philippe Jullian (1919-1977), né Philippe Simounet.
La publication en 1895 de L’Histoire de Bordeaux est le premier grand ouvrage scientifique et synthétique sur la ville.

## Apport à l'histoire de la Gaule

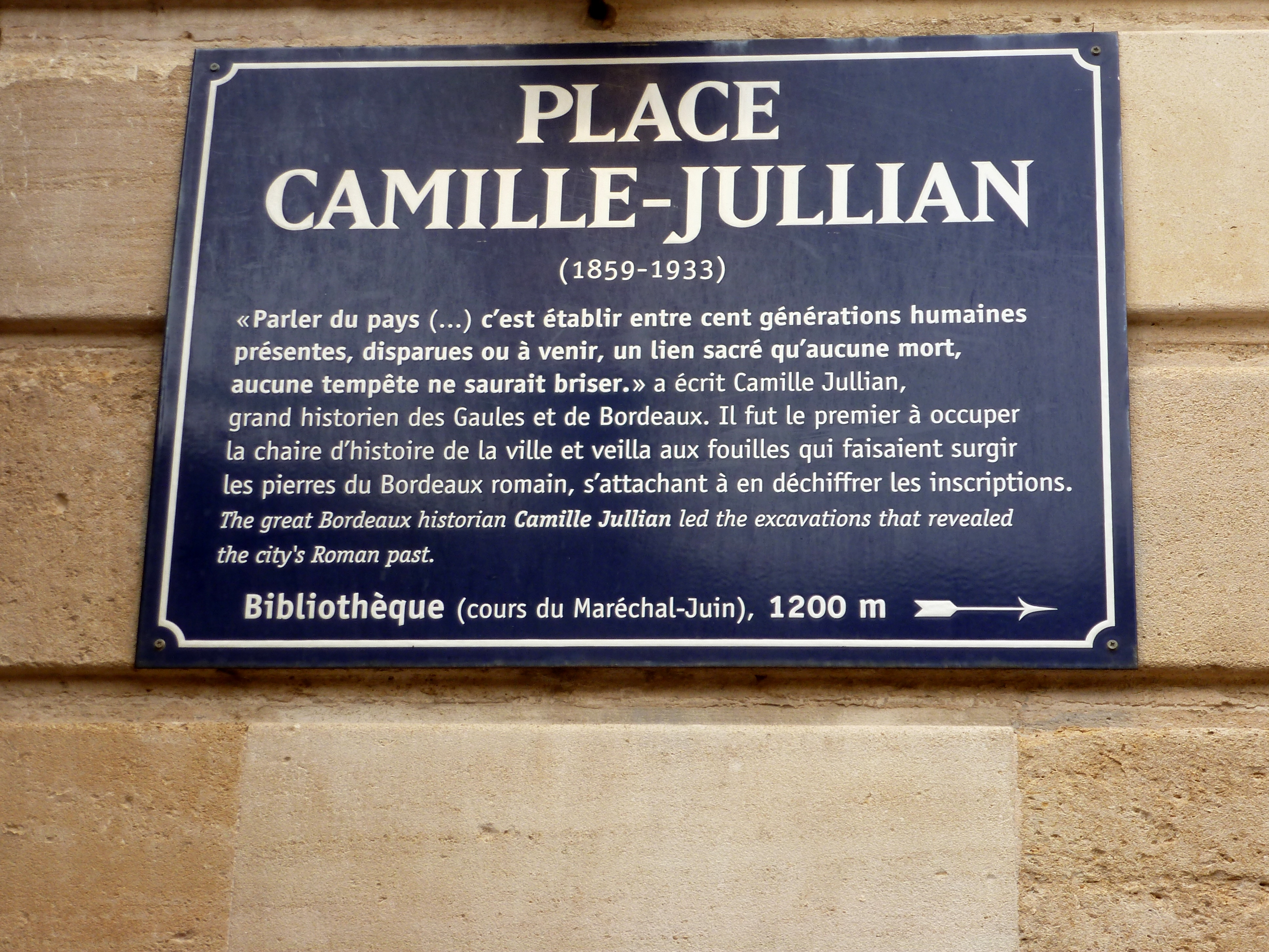
Plaque commémorative de Camille Jullian : « Parler du pays, c'est établir entre cent générations humaines présentes, disparues ou à venir, un lien sacré qu'aucune mort, aucune tempête ne saurait briser ».

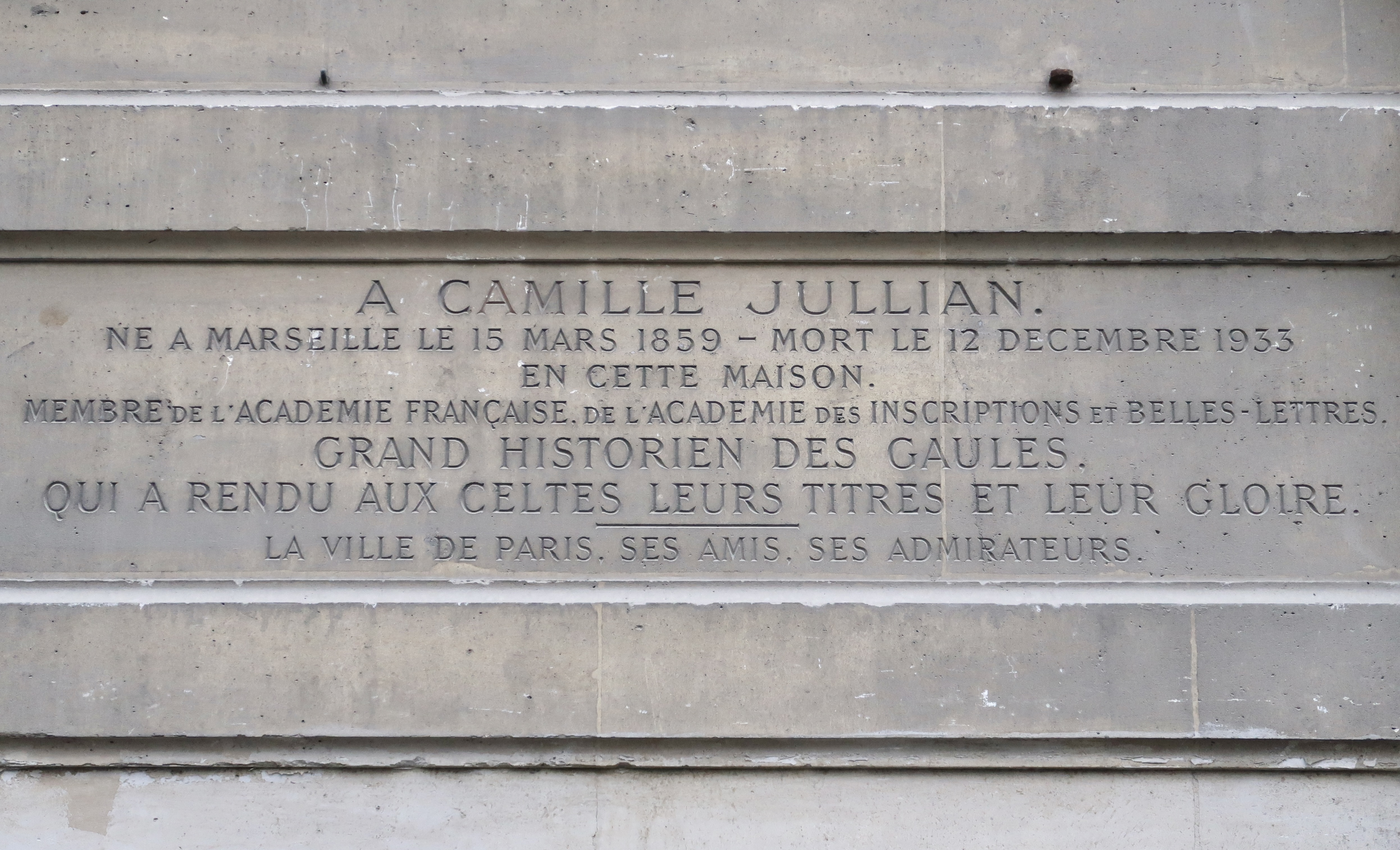
Inscription 30 rue Guynemer (6e arrondissement de Paris), où il est mort.

Mais son principal objet d’études fut la Gaule, à laquelle il consacra une grande partie de ses recherches. Avec ses huit volumes parus entre 1908 et 1921, dont les quatre premiers avant 1914, la monumentale Histoire de la Gaule de Camille Jullian fut le premier véritable ouvrage complet sur la Gaule, et fit référence.
C'est pratiquement lui qui révéla scientifiquement à la France Vercingétorix, le héros national, dans un ouvrage publié en 1901 et qui eut un immense retentissement.
Pour Camille Jullian, la Gaule à la veille de la conquête romaine était presque une nation. Si les peuples gaulois formaient un ensemble humain sans base ethnique particulière - car elle était déjà le fruit de multiples métissages venus de la pré ou protohistoire - ils formaient un ensemble caractérisé par plusieurs points communs :
- l'appartenance à un territoire commun nettement défini, celui de la Gaule décrite par Jules César et qui s'étendait jusqu’au Rhin, aux Alpes et aux Pyrénées ;
- une communauté de langages, de croyances religieuses ou morales, c'est-à-dire une communauté de civilisation matérielle et spirituelle ;
- une communauté de formes politiques, certes encore morcelée ou dispersée : celle des soixante « cités » en deçà du Rhin, avec leur souveraineté et leur monnayage, leurs magistrats, issus peut-être d’une royauté antérieure, peu accessible à la recherche, leur clergé druidique, leurs aristocraties foncières et militaires.

Cette nation, Jullian lui attribue la première possession de la future France, le premier aménagement du territoire, la création d’une géographie historique de longue durée et la création de paysages.
Fondateur de la recherche historique sur la Gaule, avec sa chaire au collège de France, il eut trois successeurs : Albert Grenier (de 1935 à 1948), Paul-Marie Duval (de 1964 à 1982), qui se placèrent plus ou moins sous son patronage tout en donnant à leurs chaires des intitulés différents, et enfin Christian Goudineau qui, depuis 1984, a repris exactement le même intitulé, en hommage explicite à Camille Jullian.

## Hommages et distinctions

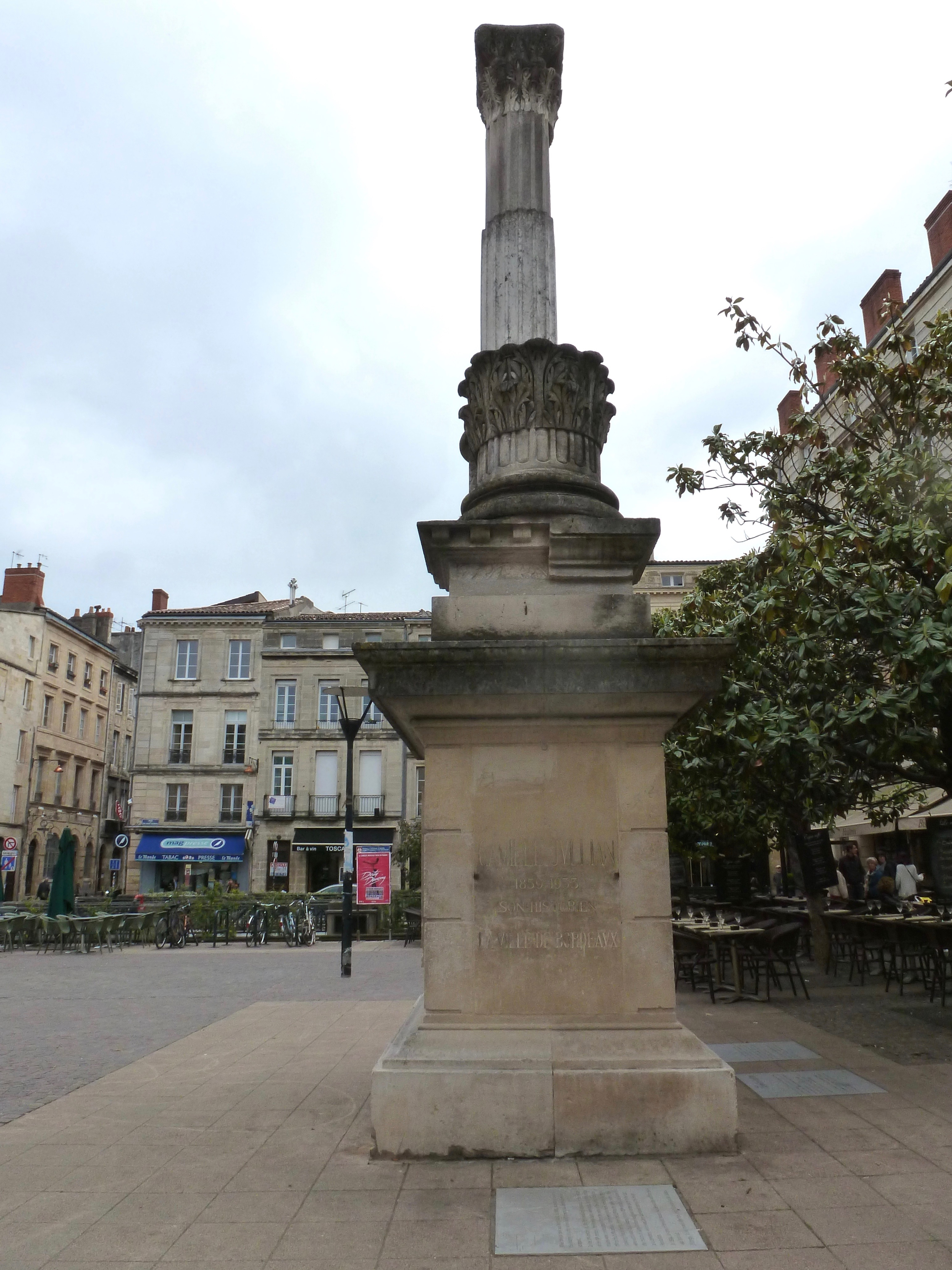
Monument à Camille Jullian à Bordeaux.

### Décoration
- Grand officier de la Légion d'honneur (1932 ; chevalier en 1895, officier en 1903, commandeur en 1926)[8]
- Officier de l'Instruction publique (1890, officier d'Académie en 1884)[8]

### Distinctions
- Membre de l'Académie des inscriptions et belles-lettres (1908)
- Membre de la Commission du Vieux Paris (1920)
- Membre de l'Académie française (1924)

### Hommages
De nombreuses villes françaises ont donné son nom à une voie publique, un collège ou un lycée : 
- le lycée de jeunes filles de Bordeaux, créé en 1883, dit lycée Barada puis Mondenard, où l’historien avait donné quelques cours dans les classes préparatoires à l’École normale supérieure de Sèvres, fut baptisé, en 1955, lycée Camille-Jullian.
- En 1938, la ville de Bordeaux éleva à Camille Jullian, sur la place qui porte son nom, un petit monument fait de vestiges gallo-romains.
- Le Centre Camille-Jullian, composante de la Maison Méditerranéenne des Sciences de l'Homme (MMSH), est un laboratoire du CNRS et de l’université de Provence implanté à Aix-en-Provence, nommé ainsi depuis 1994[9]. Les activités du Centre Camille-Jullian sont axées sur l’archéologie et l’histoire du Sud-Est de la France, de l’Occident méditerranéen et de l'Afrique antique.

## Publications

### Sur Bordeaux et la Gironde
- Étude d’épigraphie bordelaise. Les Bordelais dans l’armée romaine. Notes concernant les inscriptions de Bordeaux extraites des papiers de M. de Lamontagne, 1884
- Les antiquités de Bordeaux (Revue archéologique), 1885
- Ausone et Bordeaux. Études sur les derniers temps de la Gaule romaine, 1893 [lire en ligne]
- Histoire de Bordeaux depuis les origines jusqu’en 1895, 1895 [lire en ligne], prix Thérouanne de l'Académie française en 1896
- L'orientalisme à Bordeaux, Bordeaux, Feret, 1897, 20 p. (lire en ligne)

### Travaux sur la Gaule
- De protectoribus et domesticis augustorum, 1883
- Histoire des institutions politiques de l’ancienne France, de Fustel de Coulanges (édition posthume des œuvres), 1890
- Gallia, tableau sommaire de la Gaule sous la domination romaine, Hachette, 1892
- Fréjus romain, 1886
- Notes d’épigraphie, 1886
- Les transformations politiques de l’Italie sous les empereurs romains, 43 av. J.-C.-330 après J.-C., 1884
- Extraits des historiens du XIXe siècle, publiés, annotés et précédés d’une introduction sur l’histoire de France, 1897
- Inscriptiones Galliae narbonensis Latinae (CIL XII), en collaboration, 1899
- Vercingétorix, Paris, Hachette, 1901, 406 p. (lire en ligne)
- La politique romaine en Provence (218-59 avant notre ère), 1901
- Recherches sur la religion gauloise, 1903
- Plaidoyer pour la préhistoire, 1907
- Les anciens dieux de l’Occident, 1913
- Les Paris des Romains. Les Arènes. Les Thermes, 1924
- Histoire de la Gaule, rééd. Hachette, Coll. Références, 1993, 1270 pages,  (ISBN 978-2010212178)
- Au seuil de notre histoire. Leçons faites au Collège de France, 1905-1930, 3 vol. 1930-1931
- Les invasions ibériques en Gaule et l'origine de Bordeaux, Bordeaux, Imp. G. Gounouilhou, 1903, 15 p. (lire en ligne)

### Les œuvres du patriote
- Le Rhin gaulois : le Rhin français, 1915
- Pas de paix avec Hohenzollern. À un ami du front, 1918
- La guerre pour la patrie, 1919
- Aimons la France, conférences : 1914-1919, 1920
- De la Gaule à la France: Nos Origines Historiques, Paris: Hachette, 1922